# Ostry
Ostry (en ruso: Острый) es un estratovolcán ubicado en la parte norte de la península de Kamchatka, Rusia. Comprende el volcán Ostry más alto y el volcán Kutina más pequeño. Ostry es uno de los picos más altos de la cordillera Sredinny.
Un cono de ceniza sin nombre de 2127 m de altura en el flanco SO de Ostry, informalmente conocido como "cono X", entró en erupción hace unos 4000 años, produciendo un flujo de lava basáltica.